# رودخانه بلایا
رودخانه بلایا (روسی: Бе́лая) نام یک رودخانه است که از آدیغیه و سرزمین کراسنودار در روسیه عبور می‌کند.